# درون‌کاج‌زنگ‌ها
درون‌کاج‌زنگ‌ها (نام علمی: Endocronartium) نام یک سرده از تیره کاج‌زنگان است.